# Нагареяма
Нагарея́ма (яп. 流山市 Нагарэяма-си) — город в Японии, находящийся в префектуре Тиба. Площадь города составляет 35,28 км², население — 171 253 человека (1 августа 2014), плотность населения — 4854,11 чел./км².

## Географическое положение
Город расположен на острове Хонсю в префектуре Тиба региона Канто. С ним граничат города Мацудо, Касива, Нода, Мисато, Йосикава.

## Население
Население города составляет 171 253 человека (1 августа 2014), а плотность — 4854,11 чел./км². Изменение численности населения с 1980 по 2005 годы:
| 1980 | 106 635 чел. |  |
| 1985 | 124 682 чел. |  |
| 1990 | 140 059 чел. |  |
| 1995 | 146 245 чел. |  |
| 2000 | 150 527 чел. |  |
| 2005 | 152 641 чел. |  |

## Символика
Деревом города считается самшит мелколистный, цветком — рододендрон.

## Города-побратимы
- Сома, Япония (1977)
- Синано, Япония (1997)
- Ното, Япония (2012)